# Åkers landsfiskalsdistrikt
Åkers landsfiskalsdistrikt var 1918-1941 ett landsfiskalsdistrikt i Södermanlands län, bildat när Sveriges indelning i landsfiskalsdistrikt trädde i kraft den 1 januari 1918, enligt beslut den 7 september 1917. Landsfiskalsdistriktet avskaffades den 1 oktober 1941 (genom kungörelsen 28 juni 1941) när Sverige fick en ny indelning av landsfiskalsdistrikt. Av dess ingående områden överfördes kommunerna Aspö, Länna, Strängnäs landskommun och Åker till det nybildade Strängnäs landsfiskalsdistrikt och kommunerna Fogdö, Helgarö, Härad och Vansö överfördes till Österrekarne landsfiskalsdistrikt.
Landsfiskalsdistriktet låg under länsstyrelsen i Södermanlands län.

## Ingående områden
Åkers landsfiskalsdistrikt bestod från dess bildande av 7 kommuner. Den 1 januari 1933 (enligt beslut den 6 maj 1932) tillfördes Aspö landskommun från Selebo landsfiskalsdistrikt.

### Från 1918
Åkers härad:
- Fogdö landskommun
- Helgarö landskommun
- Härads landskommun
- Länna landskommun
- Strängnäs landskommun
- Vansö landskommun
- Åkers landskommun

### Från 1933
Selebo härad:
- Aspö landskommun

Åkers härad:
- Fogdö landskommun
- Helgarö landskommun
- Härads landskommun
- Länna landskommun
- Strängnäs landskommun
- Vansö landskommun
- Åkers landskommun